# Carnival of Light
«Carnival of Light» («Carnaval de luz») es un tema experimental de la banda The Beatles que nunca fue lanzado. Rechazada para el disco recopilatorio Anthology 2 -supuestamente por George Harrison, pero es probable que también por el resto de los involucrados- este “cuelgue” de 13:48 de duración fue grabado por The Beatles durante una sesión de noche después de grabar overdubs para “Penny Lane”. Por varias razones nunca se editó, aunque ya esté circulando extraoficialmente en algún disco pirata. Casi nadie fuera de Apple Corps lo ha escuchado y por consiguiente, el interés entre los "Beatleologistas" es muy alto. En realidad, un impostor emprendedor podría falsificar fácilmente una versión para el mercado negro, puesto que la realidad no suena en absoluto a los Beatles.

## Antecedentes
"Carnival of Light", una pieza libre sin ritmo ni tono fue instigada y dirigida por McCartney, dieciocho meses antes de Revolution 9, de Lennon. Por esta razón, como mínimo, McCartney se siente orgulloso de ella y aparentemente todavía ansía. Sin embargo aunque sirva para establecer unas credenciales underground, anteriores a las de Lennon, “Carnival of Light” no se puede comparar a Revolution 9. 
McCartney llevaba más de un año jugando en su casa de Cavendish Avenue con los loops y experimentando con películas de montaje caseras. A través de Miles, conoció la música de AMM, un trío de free jazz fundado en 1965 que a menudo actuaba a obscuras, incorporando al azar programas escaneados “tocando” una radio de transistores. Está claro que McCartney tenía ésta música en mente durante la grabación de “Carnival of Light” y “A Day in the Life”. El mayor descubrimiento de su interacción con la vanguardia del jazz y la música clásica de mediados de los años sesenta fue el “azar”, el darse cuenta de que los elementos casuales, con los que Los Beatles ya habían jugado accidentalmente; en “Carnival of Light”, Los Beatles se limitaron a improvisar todos a la vez, grabando sin pensárselo demasiado, y confiando en los efectos de arte instantáneo de la cinta de eco para producir algo apropiadamente “cool”. Dicho esto, sería injusto esperar mucho más, considerando que, a diferencia de “Revolution 9” grabada para el álbum blanco en 5 días, “Carnival of light” fue encargo informal despachado rápidamente para un evento “multimedia” celebrado el 28 de enero y el 4 de febrero de 1967 en el teatro Roundhouse de Camden Town, en el norte de Londres. 
Organizado por un trío de artistas underground entonces en boga, Blinder, Edwards y Vaughan, el Carnival of light Rave fue un auténtico happening contracultural, McCartney envió personalmente una cinta de un cuarto de pulgada con la banda sonora de Los Beatles a Blinder, Edwards y Vaughan que la pusieron varias veces durante varias noches. 
La inestable mezcla de ingenuo idealismo del “power flower”, política de confrontación callejera y oportunismo comercial que comprendió y finalmente comprometió la contracultura, quedó personificada por el “Carnival of light”. 
Que la naturaleza de pesadilla de “Carnival of light” surgiera como respuesta a la ambigüedad guerra/paz, por no hablar de las específicas referencias a Vietnam, es algo que ni los propios participantes tienen claro (evidentemente, no parece que nadie se lo explicara a Lennon, el Beatle más abiertamente “contrario a Vietnam”, como tampoco sus bramidos de “¡Barcelona!” sugieren alusiones a la guerra civil española). 
En menos de un año, estas confusas referencias a la luz, la oscuridad y las drogas comenzarían a destruir la contracultura.

## Grabación
El 5 de enero de 1967, tras grabar Paul, John y George unas voces para el “nuevo tema”, ‘Penny Lane’, Ringo volvió al estudio 2 de Abbey Road y se puso a la batería. Como si fuera un “party” desorganizado, los cuatro Beatles empezaron a improvisar. Paul, con acordes delirantes en el órgano; George con gemidos de guitarra distorsionada y Ringo, con ritmos no concretos. 
Con una base ya grabada, John grabó otro piano y Paul, un bajo. El ingeniero Geoff Emmerick registró el montaje a mitad de velocidad para que tomara un empaste todavía más grave y extraño. 
A continuación, cada uno en un micro, John y Paul empezaron a gritar demencialmente. John gritaba histéricamente: “Barcelona, Barcelona” y Paul sugería. “Are you alright?”. 
No fue todo. Paul y John también grabaron para el tema voces de Indios americanos, un órgano de viejo cine y algún sonido electrónico, acompañado con la voz de John que decía: “Electricity”. 
El final acaba con Paul diciéndole a Geoff: “¿Podemos volverlo a oír?”. La locura dura exactamente 13 minutos y 48 segundos. 
Paul le dio una copia en mono a David Vaughan y ‘Carnival of Light’ se escuchó el 28 de enero en el Roundhouse londinense. Pero los Beatles hicieron una mezcla estéreo, con el productor George Martin constantemente quejándose: “¡Esto es una locura, esto es basura!”. Esa mezcla todavía está en el almacén de los estudios de Abbey Road. 
Paul McCartney, desde hace tiempo, además de reclamar su paternidad está determinado a publicar el famoso y enigmático ‘Carnival of Light’ de los Beatles. 
Pero lo tiene difícil. Ni Olivia Harrison, la viuda de George, ni Yoko Ono, la viuda de John, se suponen que darán su aprobación. No se sabe nunca en Apple y menos desde que murió Neil Aspinall.

## The Beatles podrían publicar "Carnival of Light"
Paul McCartney quiere que una de las leyendas más populares de la historia de la música, la existencia de una canción inédita de los Beatles de más de 13 minutos de duración, pase a ser realidad. El exmiembro de los Fab Four ha confirmado en una entrevista reciente con BBC Radio 4 que ‘Carnival of Light’ no es un mito, sino que en verdad existe y que los supervivientes de la banda (y sus herederos) se están planteando sacarla a la luz. 
‘Carnival of Light’ fue grabada con motivo de un festival de música electrónica que se celebró en 1967, pero nunca llegó a ver la luz. Según McCartney, él quería que la canción fuese incluida en las series de Anthology, donde se recogieron gran parte de las rarezas de los Beatles, pero el resto de la banda se negó.

## Definición de la canción según McCartney
Me gusta porque es los Beatles absolutamente libres, sin ataduras. Les dije que todo lo que quería que hiciesen cuando la grabamos era estar cerca de los instrumentos y hacer lo que quisieran: gritar, golpearlos, tocarlos, sin necesidad de que tuviera sentido. Y eso fue lo que hicimos; después pusimos algo de eco. Así fue como definió la canción Paul McCartney.
Ahora, según Paul, “ha llegado el momento de que salga a la luz”, puesto que Ringo Starr y los herederos de John y George han dado el visto bueno. ‘Carnival of Light’ se grabó en los estudios de Abbey Road y sólo se pudo escuchar una sola vez, en el citado festival de música electrónica. Según cuenta la leyenda incluye un órgano, guitarras distorsionadas y la banda gritando cosas como “Barcelona”. 
Inspirada por experimentalistas como John Cage y Karlheinz Stockhausen, puede que a ‘Carnival of Light’ le queden meses contados para seguir formando parte del mito Beatles. 

## Personal
Este es el supuesto personal que pudieron haber utilizado en la grabación de la canción.
- McCartney, Lennon, Harrison, Starr: voces, órgano, guitarra, pandereta, efectos, loops (No se guardó registro de quién tocó cada instrumento).